# FC Atamob-Buffalo
Der FC Atamob-Buffalo, später als BOCA Junior bekannt, war ein madagassischer Fußballverein mit Sitz in Alarobia, einem Stadtviertel von Antananarivo, der Hauptstadt von Madagaskar.

## Geschichte
Der FC Atamob-Buffalo trat erstmals in der Saison 1999/2000 in Erscheinung, als der Verein an der Regionalmeisterschaft von Antananarivo (damals 1. Liga) teilnahm. Sein erstes Spiel bestritt der Club am 19. November 1999 gegen den renommierten Verein Stade Olympique de l’Emyrne (SOE) und konnte dieses direkt für sich entscheiden. Allerdings war der sportliche Erfolg nicht von Dauer, denn in der 6. Runde der Meisterschaft unterlag der FC Atamob-Buffalo dem Fortior Club 2A, obwohl das Spiel mit einem 0:0-Unentschieden endete. Im Coupe de Madagascar schied der Verein bereits im Achtelfinale aus, während er im Stadtpokal, der Coupe d’Antananarivo, das Halbfinale erreichte.
In der Saison 2001 war der FC Atamob-Buffalo weiterhin Teil der Liga und schaffte es mindestens bis in die 7. Runde. Im Ligapokal von Antananarivo standen die Büffel am 13. Januar 2002 im Finale erneut Stade Olympique de l'Emyrne gegenüber, mussten sich jedoch mit einer deutlichen 0:4-Niederlage geschlagen geben.
Im Jahr 2003 fusionierte der FC Atamob-Buffalo mit Baoka Junior Avaradrano zum Buffalo Olympique Club d’Avaradrano, der fortan unter dem Namen BOCA Junior auftrat. Der Name BOCA Junior ist eine Anspielung auf den argentinischen Spitzenklub Boca Juniors sowie den madagassischen Fusionspartner Baoka Junior. Der neue Verein spielte weiterhin in der Tana League, der höchsten Liga des Landes, und konnte in der ersten Saison nach der Fusion mit Platz 12 knapp den Abstieg verhindern.
Die BOCA Juniors beendeten die folgenden Spielzeiten regelmäßig auf den unteren Tabellenplätzen. 2007 musste der Verein nach einer 1:7-Niederlage gegen AS Adema den Gang bis in die 3. Liga antreten. Nach einem kurzzeitigen Aufstieg in die 2. Liga im Jahr 2009 wurde der Verein inaktiv und ist seitdem nicht mehr im offiziellen Ligabetrieb vertreten.

## Erfolge
- Antananarivo Ligapokalfinalist: 2001/02

## Bekannte Spieler
- Faneva Imà Andriatsima  – 2002 bis 2003